# СД (музыкант)
СД (настоящее имя — Ви́ктор Вита́льевич Ге́виксман или Анто́шкин; род. 4 ноября 1986, Москва) — российский рэпер, основатель и участник музыкальных лейблов What?Rec, Ренессанс, группы UnderWHAT? и творческого объединения «Антихайп», а также бывший участник лейблов KingRing и «Аггробабруйск». Многократный участник онлайн-баттлов hip-hop.ru. Считается культовым артистом русского рэпа, а многие исполнители заявляли, что являются слушателями СД.

## Музыкальная карьера

### 2002—2006: Начало
Виктор стал заниматься рэпом в 2002 году после знакомства с такими исполнителями, как Дуня и Чекист. Они вместе создают группу UnderWater. Вскоре к ней присоединились Да Ст, Монк, Труман, Slow Flow и другие. Изначально, он выступал под псевдонимом SiD, но после участия в 5-м официальном рэп-баттле от hip-hop.ru сокращает его до СД. В 2005 году выпускает первый сольный микстейп New Nightmare. Параллельно участвует в 6-м официальном баттле от hip-hop.ru, где доходит до 4-го раунда.

### 2007—2009: KingRing и «Аггробабруйск»
В 2007 году СД дошёл до полуфинала 7 официального баттла, после чего Серёга пригласил его на лейбл KingRing. Об этом он вспоминает в интервью для программы Urbana на канале A-ONE:

 «… На самом деле, после 7 официального баттла я познакомился с рэпером Серёгой и мы несколько лет долго и плодотворно сотрудничали…»

В том же году выходит релиз Виктора под названием Mixtape King Vol. 1, в котором приняли участие такие исполнители, как ST1M, Бьянка, ST, Серёга и другие.
Сотрудничая с лейблом KingRing, Виктор не останавливает работу над собственным. В результате чего выходят ряд интернет-релизов от UnderWHAT? и СД продолжает участвовать в официальных MC баттлах Hip-Hop.ru.

В результате совместной работы St1m'а и СД в составе KingRing, в 2008 году появляется независимый сингл — St1m (Wistation) и СД (Ddrop) — «Это Аггро». Также, в начале того года Виктор принял участие в сборнике «Аггробабруйска» (лейбл ST1M’а) под названием «Мир принадлежит тебе». 18 апреля, совместно с другими членами KingRing, он записал трек «Дети улиц», доходы от которого пошли в фонд помощи беспризорным детям. В конце года СД выпускает свой первый сольный альбом «День независимости».
В 2009 году Виктор покидает лейбл KingRing и становится независимым артистом. Также он начинает плотное сотрудничество с русскими эмигрантами с лейбла Optik Russia — Schokk'ом и Oxxxymiron'ом. В 2010 году СД делает ремикс песни «Computer Rap» рэпера Czar (при участии Schokk и Oxxxymiron).

### 2010—2012: Смена вектора творчества
В 2010 году Виктор СД открывает свой официальный сайт kingsd.ru (ныне недоступный). Впоследствии все цифровые релизы происходят непосредственно через него. Также меняет псевдоним на aka СаДист (СД aka СаДист) и заявляет, что больше не пишет диссов.
Тем временем выходит в свет последний EP от СД — «Завершение», кардинальным образом меняющий образ артиста, известного как исполнитель баттл-рэпа. В EP «Завершение» песни написаны на остросоциальные темы. Вслед за ним вышел мини-альбом aka СаДист — «Начало». Отличительной чертой EP является резкая смена тематики творчества, с подробным описанием физического насилия в треках.

Спустя несколько дней, 11 сентября Виктор выпускает свой второй сольный альбом «День несбывшихся надежд».
В 2011 году Виктор принял участие в двух крупных онлайн-баттлах: InDaBattle 3 и 9-й официальный баттл hip-hop.ru. В InDaBattle 3 он доходит до 1/4, где уступает Mr.Hyde с разницей в один голос, а на 9 Официальном останавливается за шаг до 1/4 - в 7-м раунде вылетает от Рем Дигги.
После выхода двух релизов, артист снова возвращается к прежнему псевдониму СД, но и не отказывается от aka СаДист. Виктор использует оба, тем самым определяет альтер эго произведения: общественно-политической тематики и любовной лирики — СД; садизма, каннибализма — aka СаДист. Весной 2012 года увидел свет альбом «Завтра уже наступило». 11 мая впервые выступил с сольным концертом в Москве.

### 2013 — настоящее время
В 2013 году с небольшим промежутком времени у СД вышло сразу два релиза — микстейп King Is Back и сольный альбом «Бог». На микстейпе присутствуют многократные упоминания других рэперов, а также диссы. Сайт о хип-хоп-культуре Rap.ru охарактеризовал этот микстейп как возвращение баттлового СД.

Для тех, кто хорошо знаком с творчеством рэпера СД ака СаДиста, объяснять ничего не нужно. Для неофитов же приведем цитату из книги «Наши люди»: «Рэпер СД — порождение самого ада рэп-интернета. Он участвовал в создании заметной андеграунд тусовки UnderWater, дублировал образ Necro, то есть сочинял про кишки и смерть, имел бифы со всеми, кто мог на них ответить и практически жил на форуме hip-hop.ru. Сейчас он не так активен в сети, но по-прежнему читает рэп, будто режет только что освежеванную тушу зверя».
19 ноября выходит клип «Лилит» и объявлен тур King Is Back.
7 января 2014 года СД выпускает EP «Демоны внутри СД», где присутствует много религиозно-мистических аллюзий. В 2014—2015 годах он выпускает ещё два мини-альбома под названиями «На обратной стороне СД» и «Ху#та», а также принимает участие в альбоме группы Kunteynir «Последняя запись». Также за этот период выходят два микстейпа от имени группы UnderWHAT?, в которую вступили Rickey F, Оксид и Тот Самый Коля. С одним из участников группы — Rickey F, Виктор записал EP «Москва не верит».

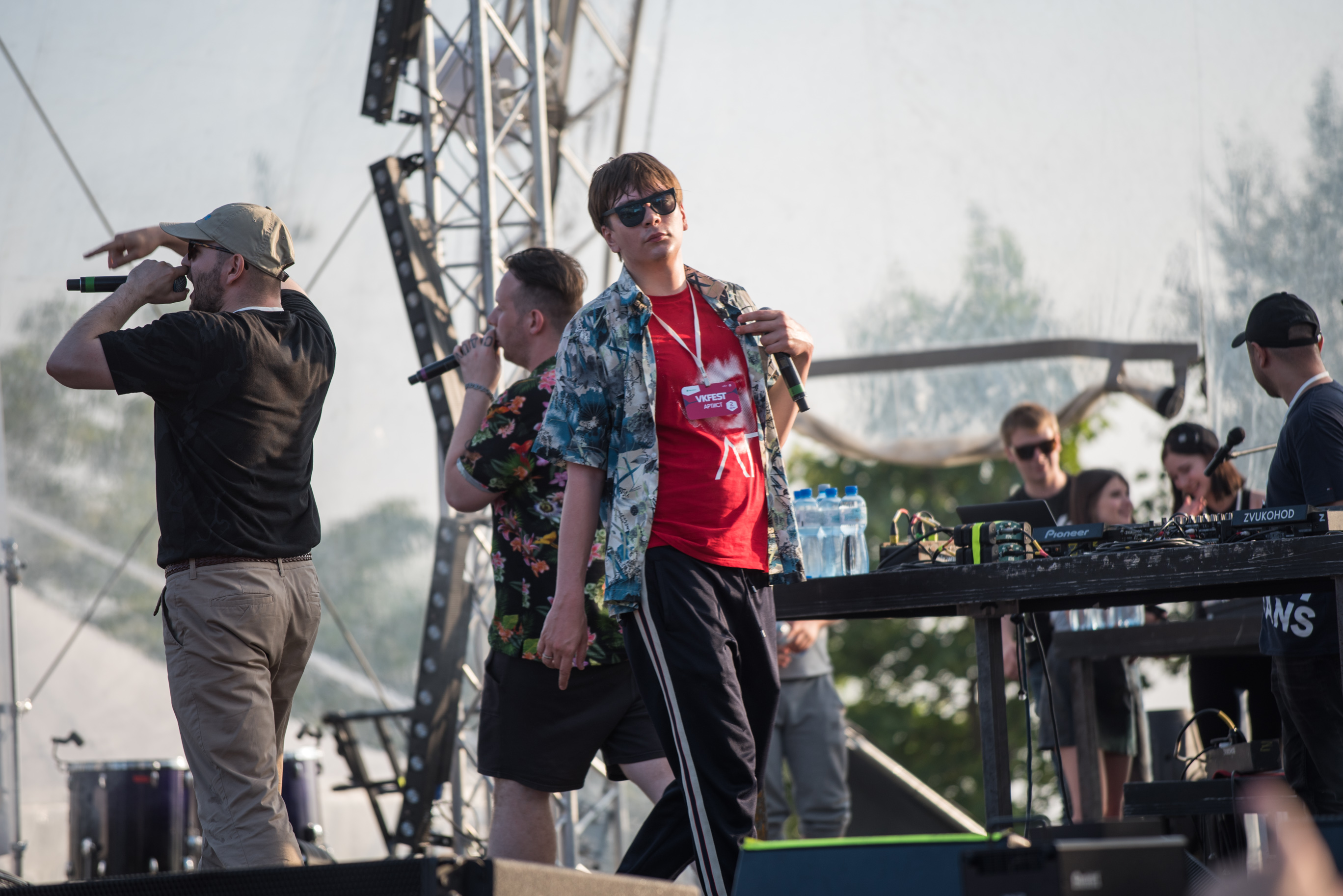
Выступление объединения «Антихайп» (слева направо: Замай, СД, Слава КПСС) на VK Fest 2018 в Санкт-Петербурге

В 2016 году под крыло лейбла «Ренессанс» переходят Замай и Слава КПСС (Гнойный), известные по выступлениям на баттлах. В сентябре выходит их совместный микстейп Hype Train, где участие принял и СД. Заглавным треком релиза стала композиция «Антихайп». На её основе было создано творческое объединение «Антихайп». В его состав входят СД, Гнойный, Замай, Букер Д. Фред. В апреле 2017 года Виктор представил свой 5-й сольный альбом под названием «Нормальная тема», в сентябре того же года — трёхчасовой релиз Mixtape King Vol. 3, содержащий в себе 50 треков и совместные работы с такими исполнителями как Schokk, Слава КПСС, Booker, Замай, Young P&H, Bumble Beezy, Эльдар Джарахов и многими другими, а также диссы на певицу Катю Кищук и видеоблогера Илью Мэддисона, песня, посвящённая Тине Канделаки и ремиксы песен «Монетка» ЛСП, «Вейп-вейп-вейп» Славы КПСС и «Чёрный список» Милены Чижовой.
20 июня 2018 года состоялся релиз шестого студийного альбома СД «Священный Антихайп», включившего в себя девять песен, выдержанных в стиле танцевального хаус-рэпа. Песня «Странные танцы» является осовремененной рэп-версией одноимённого хита группы «Технология». В комментариях к клипу СД вокалист «Технологии» Роман Рябцев написал, что эта переработка его песни является незаконной. «Мои авторские права грубо нарушены. Доиграетесь, мальчики…», — подчеркнул он. СД ответил Рябцеву, что свой трек создал с разрешения правообладателя — компании «Джем».
В 2022 году СД осудил вторжение России на Украину. На фоне этих событий он выпустил два трека — «Старый (Д)вор» и «Родина».

## Участие в баттлах и конфликты
СД имеет скандальную репутацию. Он конфликтовал и задевал в своих треках таких рэперов, как Schokk, Drago, Jubilee, ЛСП, Johnyboy, Крип-а-Крип и других. В 2006 году он записал трек «Не думай о продажах», где задиссил множество звёзд российской рэп-эстрады.

### Выступления на офлайн-баттлах
29 сентября 2013 года СД принимает участие в пятом выпуске Versus Battle, в котором проигрывает рэперу Хайду со счётом 2:1. После проигрыша бросает вызов Johnyboy’ю. В декабре того же года встреча состоялась. Виктор проиграл, но оставил положительное впечатление о своём выступлении, а многие рэперы признали этот баттл лучшим в истории проекта. Несмотря на это, Виктор не был полностью согласен с решением судей. Из интервью журналу HungryShark 

 Судьи на Versus — это не истина в последней инстанции. Более того, фанаты какого-либо артиста будут уверены, что он лучший, при любом исходе. К примеру, мой проигрыш Johnyboy — это результат голосов Папы Гуся и Хованского. При всем уважении к ним мне хочется спросить: «Кто вы вообще такие?» 
6 декабря проходит Versus Main Event, в котором СД противостоит петербургский рэпер Jubilee. В результате произошедшей во время баттла драки выпуск выложен в сеть не был.
9 мая проходит Versus Main Event в Новосибирске, где оппонентом СД был Chet. По решению зала СД проиграл. 19 апреля 2015 года было выложено видео с площадки FreeWay Battle, где Виктору противостоял санкт-петербургский рэпер D.Masta. Судьи отдали победу противнику СД. 21 ноября 2016 года он снова пробует свои силы на баттле, выступив против Замая, однако и в этот раз не смог победить. 5 ноября 2017 года в сети появились два баттла с участием СД — против Вити Classic, прошедший на Versus Battle, и против команды Def Joint (Крип-а-Крип и Кажэ) на площадке «Рвать на битах» (СД и Дуня выступали от имени группы Underwhat?). Оба поединка прошли в формате BPM, то есть под музыкальные биты. На обоих баттлах победитель не определялся. 22 апреля в сети появился баттл от «Рвать на битах», в котором приняла участие группа Underwhat? в лице СД и Дуни. В качестве их оппонентов выступили Mytee Dee и D.Masta (команда Double Dee). В 2019 году Виктор принял участие в двух баттлах формата BPM: против киргизского рэпера Gokilla на Versus и в составе группы Underwhat? против RE-pac и #Наполусогнутых (команда «Фристайл-мастерская») на «Рвать на битах». В обоих поединках победитель не определялся.

### Участие в онлайн-баттлах
СД начал своё выступление на онлайн-баттлах с 3-го официального баттла hip-hop.ru, где не прошёл отбор. На 5-м официальном баттле он дошёл до 3-го раунда. При этом его товарищ по группе UnderWHAT? Дуня добрался до финала, где проиграл ST1M'у. На 6-м официальном баттле СД смог немного улучшить свой результат, дойдя до 4-го раунда. Дуня опять стал вторым, уступив в финале A-Sid’у. На 7-м официальном баттле Виктор занял третье место. Через год он опять участвует в официальном баттле, но неожиданно проигрывает в третьем раунде Дяде Жене, который впоследствии станет победителем турнира. В 2010—2011 годах СД участвует в крупном 9 официальный МС-баттл hip-hop.ru дойдя до 7 раунда уступив финалисту баттла Рем Дигге ..

## Дискография
| Студийные альбомы - 2008 — «День независимости» - 2010 — «День несбывшихся надежд» - 2012 — «Завтра уже наступило» - 2013 — «Бог» - 2017 — «Нормальная тема» - 2018 — «Священный Антихайп» - 2023 — «Чёрный Альбом» Совместные альбомы - 2019 — Primo Europeo (совместно с Замаем) - 2020 — «Парадизо» (совместно со Да Ст) - 2020 — «Аггро 2.0» (совместно со ST1M) Микстейпы - 2005 — New Nightmare Promo - 2006 — «ЖЗЛ (Жизнь замечательных людей) Vol. 2» - 2007 — Mixtape King Vol. 1 - 2007 — Mixtape King Vol. 1.5 - 2008 — Mixtape King Vol. 1.7 - 2008 — «Улицы должны знать Vol. 1» - 2009 — Mixtape King Vol. 2 - 2010 — «Улицы должны знать Vol. 2» - 2010 — «Улицы должны знать Vol. 3» - 2013 — King Is Back - 2017 — Mixtape King Vol. 3 - 2018 — Mixtape King Vol. 3.5 Мини-альбомы - 2006 — «Я, меня и мой EP» - 2010 — «Завершение» (СД) - 2010 — «Начало» (aka СаДист) - 2012 — «Человек со свастикой на лбу» - 2014 — «Демоны внутри СД» - 2014 — «На обратной стороне Луны» - 2015 — «Москва не верит» (совместно с Rickey F) - 2015 — «Ху#та» - 2019 — «Романтик Колекшон» - 2019 — «СДСДСД» Сборники - 2014 — «Красивое и лучшее (Best Off)» - 2018 — «Антропология» Синглы - 2005 — «Агрессия / Словно Джейсон» (в составе «ТыТруп») - 2008 — «Это Аггро» (St1m & СД) - 2008 — «Делай выбор» (P.R. feat. СД) - 2012 — «Сложный шаг» - 2013 — «Кирюха чёрт» (diss на заказ) («Успешная Группа» feat. СД) - 2016 — «Вне игры» (СД & Замай) - 2016 — «Первый класс» - 2016 — «Гоша Рубчинский» (СД & Замай feat. Монеточка) - 2017 — «Gang Bang Diss» (Jubilee diss) («Ренессанс» — СД, Слава КПСС, Замай, ИNKKИ, Фаллен МС, MF Док, Unda Scope, Джиглипуф МЦ) - 2018 — «Мой Squad» (remix) (feat. Дуня, Да Ст) - 2018 — «Девочка ждёт» (feat. Женя Мильковский) - 2018 — «Деньги от Кристины Потупчик» (feat. Слава КПСС) - 2020 — «Фест» (feat. МЦ Лучник, Витя CLassic, Мс с Марса) - 2021 — «ИГЛА ДИСС» («Ренессанс» — СД, Dead Rave, MF Док, АнальгиН, Да Ст, Juda, Вири Альди, MF Orange, pyrokinesis, Козачок, AUX, Danny Hackel, Джигли) - 2021 — «Наше всё» («Иванушки Untermenschional» — СД, Вири Альди, MF Orange, AUX) - 2021 — «Утерянные Записи» («Иванушки Untermenschional» — СД, Вири Альди, MF Orange, AUX) (feat. Dime) - 2021 — «Зла не хватает» («Иванушки Untermenschional» — СД, Вири Альди, MF Orange, AUX) - 2022 — «Лидеры 2» (feat. Czar, НИККИ) - 2022 — «Вода» | Участие - 2004 — «Дайте строго рубашку подлиннее рукава» (EP Ddrop) - 2004 — «Абугава Vol. 1» (микстейп Ddrop) - 2004 — «ФромХХруВизЛав pt. I» (EP Ddrop) - 2004 — «ФромХХруВизЛав pt. II» (EP Ddrop) - 2005 — «ФромХХруВизЛав pt. III» (EP UnderWhat?) - 2005 — «Строго» (альбом «ТыТруп») - 2006 — «ФромХХруВизЛав pt. IV» (EP UnderWhat?) - 2006 — «ФромХХруВизЛав pt. V» (EP UnderWhat?) - 2006 — «ФромХХруВизЛав pt. VI» (EP UnderWhat?) - 2006 — «ФромХХруВизЛав pt. VII» (EP UnderWhat?) - 2006 — «ФромХХруВизЛав pt. VIII» (EP UnderWhat?) - 2006 — «Абугава Vol. 2» (микстейп UnderWhat?) - 2006 — «Новый год 2006 pt. 1» (EP UnderWhat?) - 2006 — «Новый год 2006 pt. 2» (EP UnderWhat?) - 2006 — «Укачалоу» (микстейп Slow Flow) - 2006 — My Block Vol. 1 (сборник UnderWhat?) - 2006 — I-Net Best Off (микстейп UnderWhat?) - 2006 — «Вас на#бывают» (микстейп UnderWhat?) - 2007 — «Звёзды на льду» (микстейп UnderWhat?) - 2007 — «UnderWater, Vol. 1 (Земля уходит из под ног)» (альбом UnderWhat?) - 2007 — Street Album No. 1 (микстейп KingRing) - 2007 — All I Know (микстейп Чекиста) - 2008 — «Бомжись» (микстейп UnderWhat?) - 2008 — «Кто если не я» (микстейп Da St) - 2008 — 4 My Dogs (микстейп Ar-SiDE’а) - 2008 — «Мир принадлежит тебе» (сборник «Аггробабруйск») - 2009 — «Классика» (микстейп UnderWhat?) - 2009 — «мАсковский акцент» (микстейп Da St) - 2009 — N.B.O.T.B. (микстейп Schokk) - 2010 — Antape (микстейп Тони Раута) - 2011 — Electromonk (совместный EP СД & Монка) - 2011 — «На яву» (совместный микстейп СД & OVERtime) - 2011 — Operation Payback (микстейп Schokk) - 2011 — «Эхо войны» (микстейп Гарри Топора) - 2011 — «На рожон» (альбом S.A.) - 2012 — «Один» (EP «Твои Кумиры») - 2012 — «Два» (EP «Твои Кумиры») - 2013 — «Не умрёт» (микстейп Ника Подрывника) - 2014 — «Верните улицам Чекиста» (альбом UnderWhat?) - 2014 — «РФ дум» (альбом эхопрокуренныхподъездов) - 2015 — «Школа рэпа» (микстейп UnderWhat?) - 2016 — Hype Train (микстейп Замая и Славы КПСС) - 2017 — «Из замка в замок» (альбом Замая) - 2020 — «Юность 2020» (альбом Lida) - 2020 — «Pig Drum» (альбом Czar) - 2020 — «Ne Andrey» (микстейп Замая) - 2021 — «Русский не рэп» (альбом АнальгиНа и Петрик-Путяхи) - 2021 — «РЕНЕССАНС 2021» (альбом Ренессанса) - 2021 — «Цитрус» (EP St1m) - 2022 — «Пхали Господни» (альбом Ежемесячных) - 2023 — «МЕЛАНХОЛИЯ DRIVE 3» (совместно с Замаем и Johnyboy) - 2023 — «Левиафан» (альбом Низам DRedd) |

## Музыкальные видеоклипы
| Год  | Название                                                                    |
| ---- | --------------------------------------------------------------------------- |
| 2007 | «Я — рэп» (longmix) (ST1M feat. СД, ST, Артик, Валачи, Лион, Серёга, Туман) |
| 2008 | «Прибавь громкость» (ST1M, СД, Монк)                                        |
| 2009 | «Мы из UnderWater 2009»                                                     |
| 2009 | «Дай мне шанс всё забыть» (UnderWhat? — СД, Да Ст, Чекист, Дуня)            |
| 2012 | «Это будни» (Иван Скан feat. СД)                                            |
| 2013 | «В стране чудес» (eKzzzz feat. СД)                                          |
| 2013 | «Твой друг»                                                                 |
| 2013 | «Лилит»                                                                     |
| 2014 | «Не то, чем кажется»                                                        |
| 2014 | «Путин нас любит» (UnderWhat? — СД, Тот Самый Коля)                         |
| 2015 | «Лирика» (feat. Саша Скул)                                                  |
| 2017 | «Гоша Рубчинский» (Замай, СД, Слава КПСС, Booker)                           |
| 2017 | «Почему» (feat. «Ежемесячные» — Слава КПСС, Fallen, Джигли)                 |
| 2017 | «Неформат» (feat. Дуня)                                                     |
| 2018 | «Странные танцы»                                                            |
| 2018 | «Священный Антихайп»                                                        |
| 2018 | «Мой голос» (feat. Да Ст)                                                   |
| 2019 | «Medici» (СД & Замай)                                                       |
| 2019 | «Лето» (СД & Замай)                                                         |
| 2020 | «Андерграунд» (Lida feat. СД)                                               |

## Награды
- В 2009 году — обладатель титула «Лучший интернет-релиз года» по версии InDaRnb[62].
- 3-е место на 7 официальном баттле Hip-hop.ru
- Победитель в общественном голосовании Hip-hop.ru Awards 2013:
  - «Лучший Mixtape» (второе место);